# Palác Svět
Palác Svět je konstruktivistický železobetonový činžovní a obchodní dům se dvěma suterény s kinosálem (bývalé kino Svět, od roku 1955 Dukla), v přízemí je vybaven obchodními místnostmi, v prvním patře se nachází restaurace, kavárna a herna. Budova stojí na nároží Elsnicova náměstí, ulic Chocholouškova a Zenklova v Praze 8-Libni nedaleko od říčky Rokytky. Palác je dnes vinou dlouhodobě zanedbané údržby v havarijním stavu.
Nejvíce jej proslavil spisovatel Bohumil Hrabal, který řadu let bydlel v nedaleké ulici Na Hrázi. Společně se svými přáteli Egonem Bondym a Vladimírem Boudníkem často navštěvoval místní Automat Svět, do kterého také umístil děj řady svých povídek. "Kino Svět" je také název písně skupiny Jablkoň z alba Bláznivá (2000) a "Automat Svět" je název písně skupiny Arakain z alba Archeology (2002).

## Historie
Palác Svět byl postaven v letech 1932–1934 stavitelem Františkem Havlenou na místě staré usedlosti. Objednatelem, investorem a prvním majitelem paláce byl realitní podnikatel Ladislav Svět (podle jiných zdrojů Jan Svět), podle kterého byla stavba pojmenována.[zdroj?] Kromě železobetonové konstrukce je palác zajímavý i tím, že jeho základy leží pod hladinou spodní vody. Na ochranu před jejími účinky je pod budovou umístěná obří olověná vana.
Budovu od rodiny Světů získala v průběhu válečného protektorátu Pražská městská pojišťovna, která byla v roce 1947 znárodněna. V roce 1962 byl palác převeden z majetku státu na Obvodní podnik bytového hospodářství (OPBH) v Praze 8. V 90. letech 20. století byl v majetku Ministerstva pro správu národního majetku a jeho privatizaci.
Palác Svět je příkladem nepovedené privatizace z období po roce 1989. Začátkem devadesátých let vyhrálo sedmnáct nájemníků tamějších bytů privatizační projekt na využití objektu, ale nenašel se investor s 15 miliony korun potřebnými na opravu. Budovu tedy stát prodal Ekoagrobance, která byla později odkoupena Union Bankou. Současný majitel, firma Crispino nemovitosti, palác získala v roce 1998. K rekonstrukci firma přistoupila až po 12 letech s tím, že v jejím rámci zničila většinu historicky cenných prvků. V květnu 2012 budova byla stále ve fázi hrubé rozpracovanosti.
Budova začala chátrat už v období, kdy byla spravovaná OPBH. Nejproblematičtější byla již od 60. let 20. století spodní voda, která pronikala do základů a do kinosálu prasklou olověnou vanou. Nedobrý technický stav výrazně zhoršila povodeň v srpnu 2002, kdy hladina vody na Elsnicově náměstí dosahovala výšky 3 metrů. Statika objektu byla částečně narušena a ve zdech se objevily nepřehlédnutelné trhliny. 26. 9. 2003 byl palác převeden Ministerstvem kultury pod památkovou ochranu (kulturní památka).

## Současnost
Palác Svět je ve vlastnictví firmy Crispino nemovitosti spol. s r.o. zřízené podle českého práva a je rekonstruován podle platného stavebního povolení do své budoucí podoby. Majitelem společnosti Crispino nemovitosti spol. s r.o. je italský podnikatel Antonio Crispino.

## Možná budoucnost
Majitel prohlásil, že plánuje v Paláci Svět ve spodních patrech prodejní plochy, restauraci a kavárnu, v horních patrech luxusní byty. Obnoven má být i automat s rozměrnými uličními vitrínami.[zdroj?] Rekonstrukce nemovitosti byla jejím vlastníkem zahájena v dubnu 2018.

## Název kina
V Paláci Svět byl od jeho založení kinosál, který od roku 1955 nesl název Kino Dukla.

## Fotogalerie

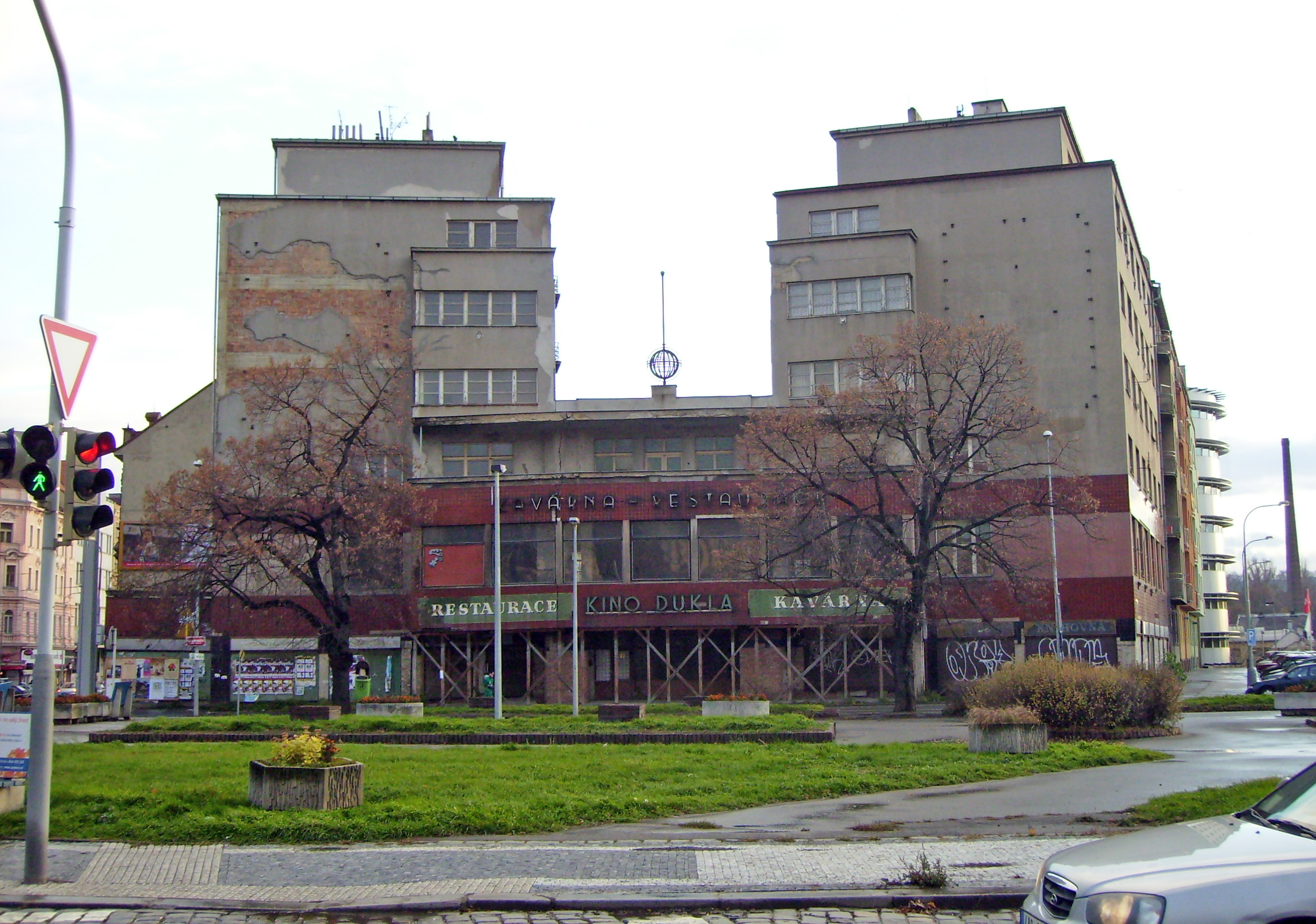
Palác Svět
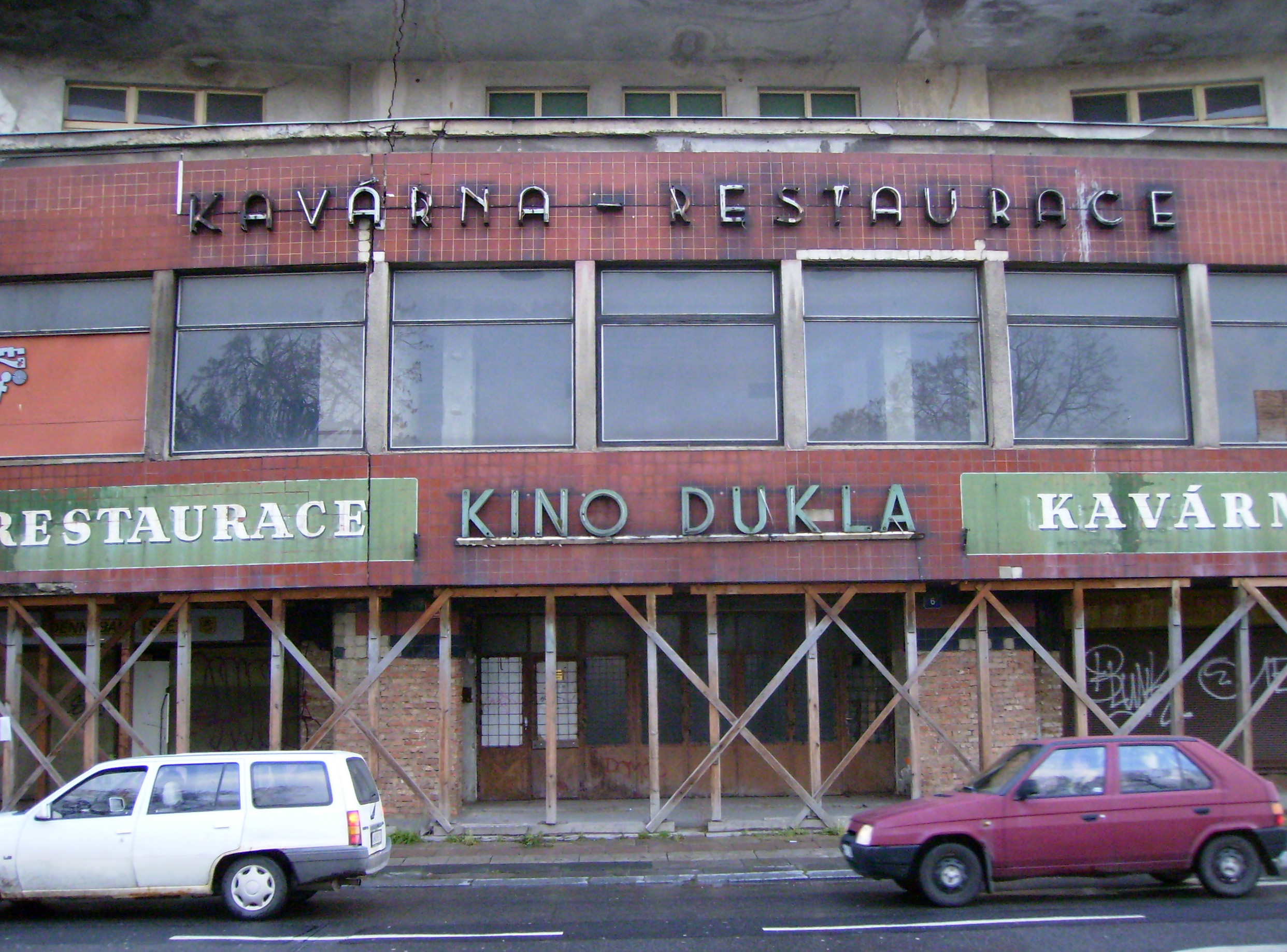
Palác Svět – vchod do kina
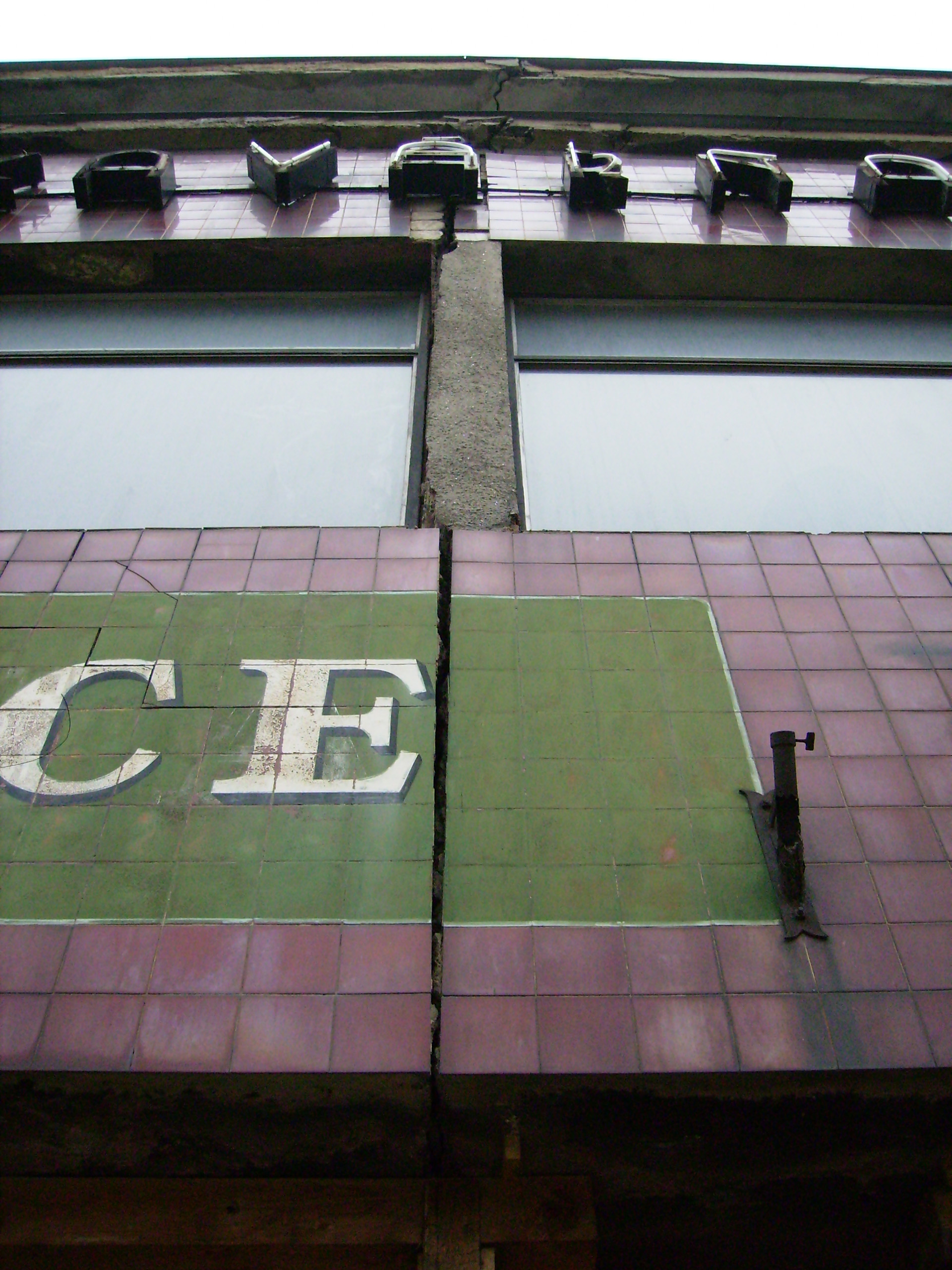
Detail pukliny ve fasádě Paláce Svět
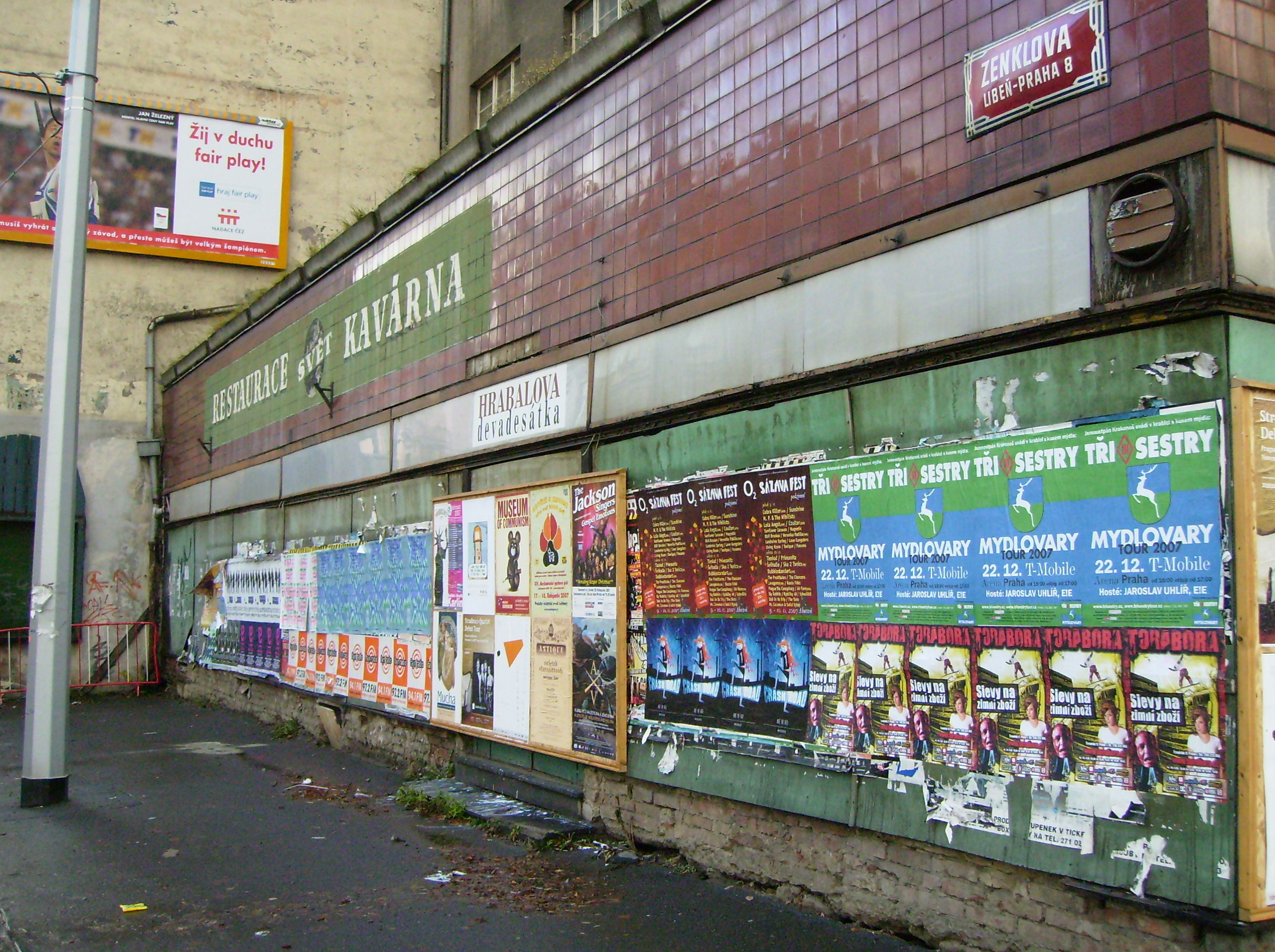
Palác Svět – automat
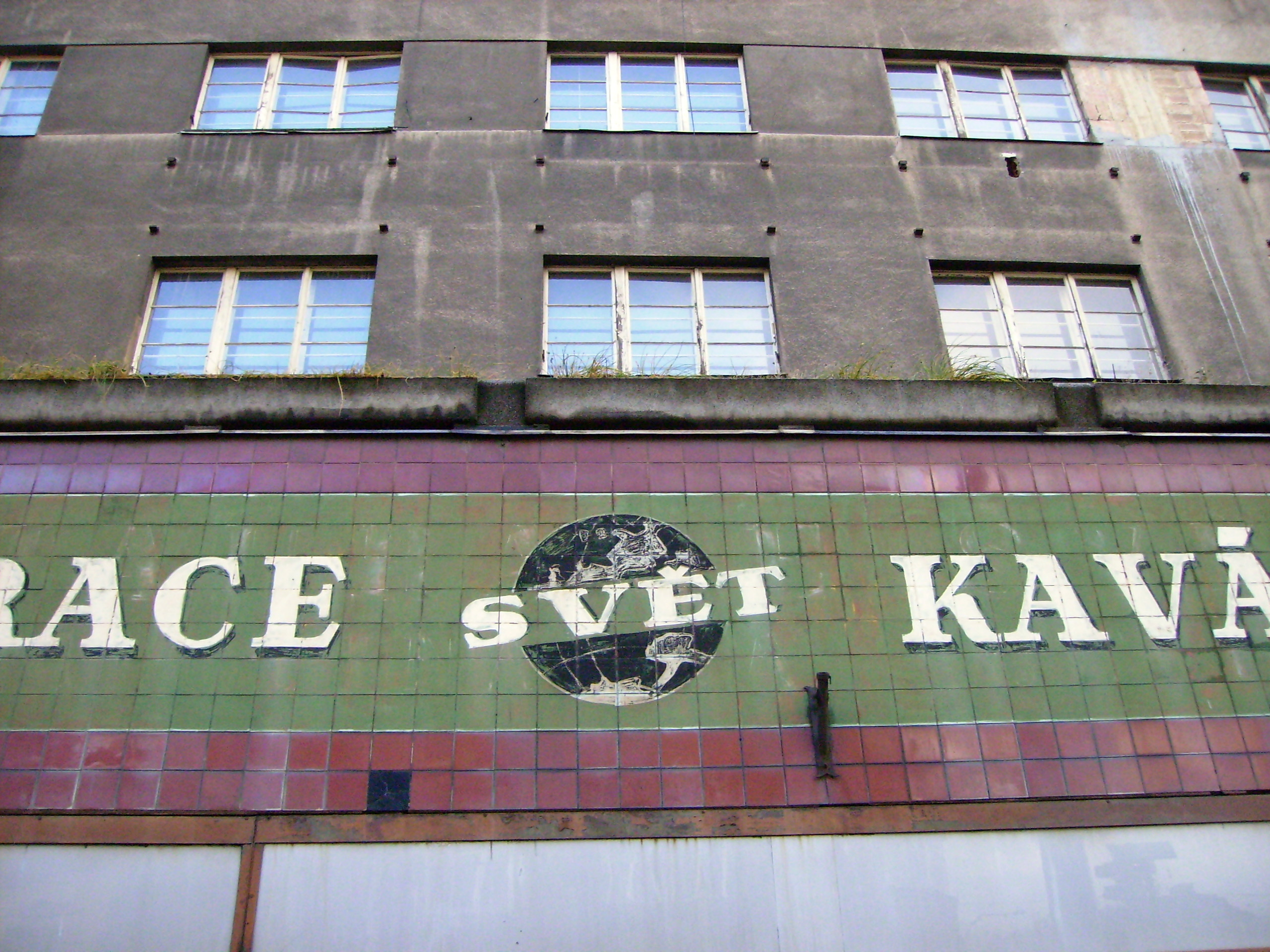
Palác Svět – průčelí s logem
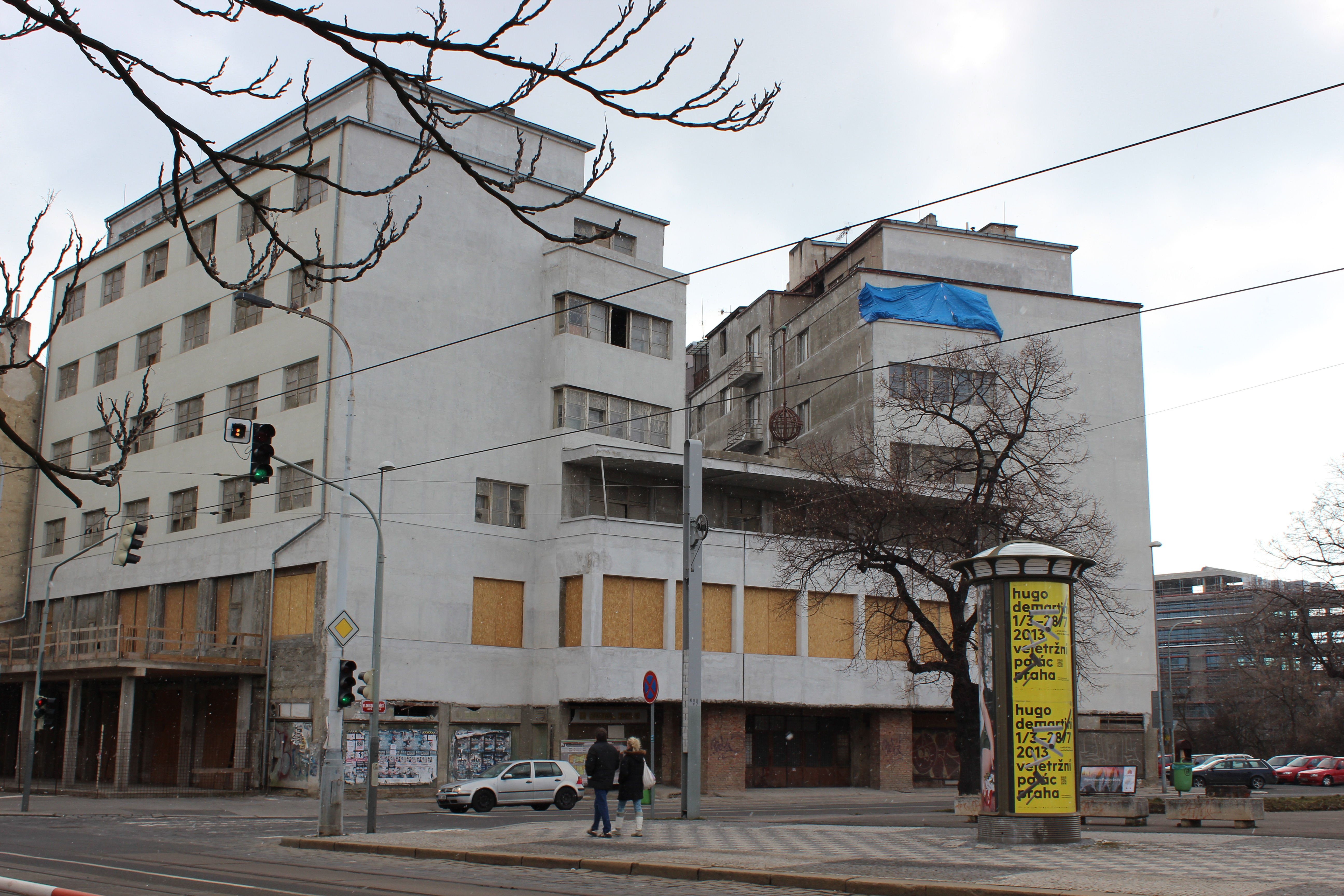
Palác Svět v průběhu rekonstrukce (2013)
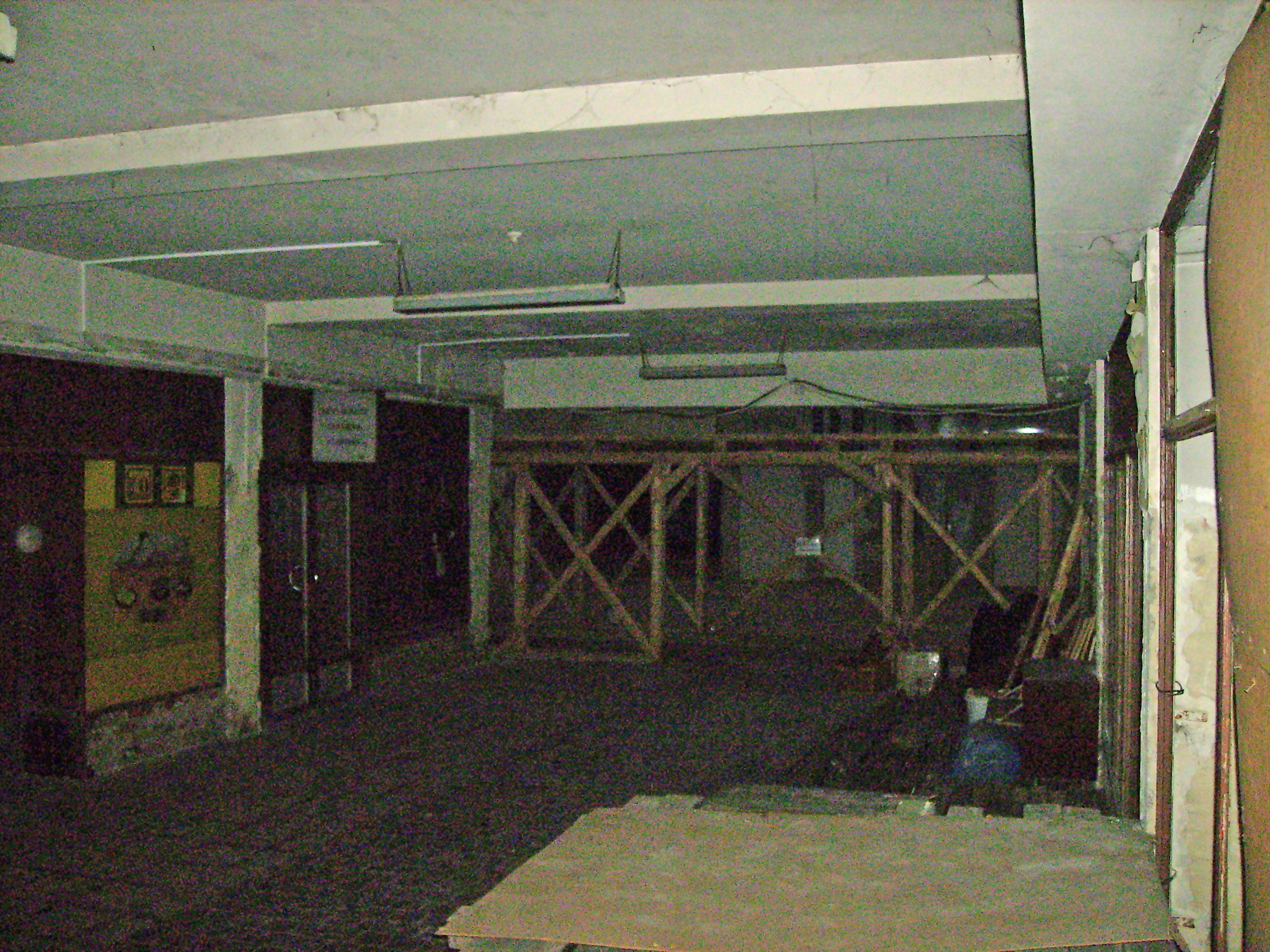
Foyer kina Dukla v Paláci Svět
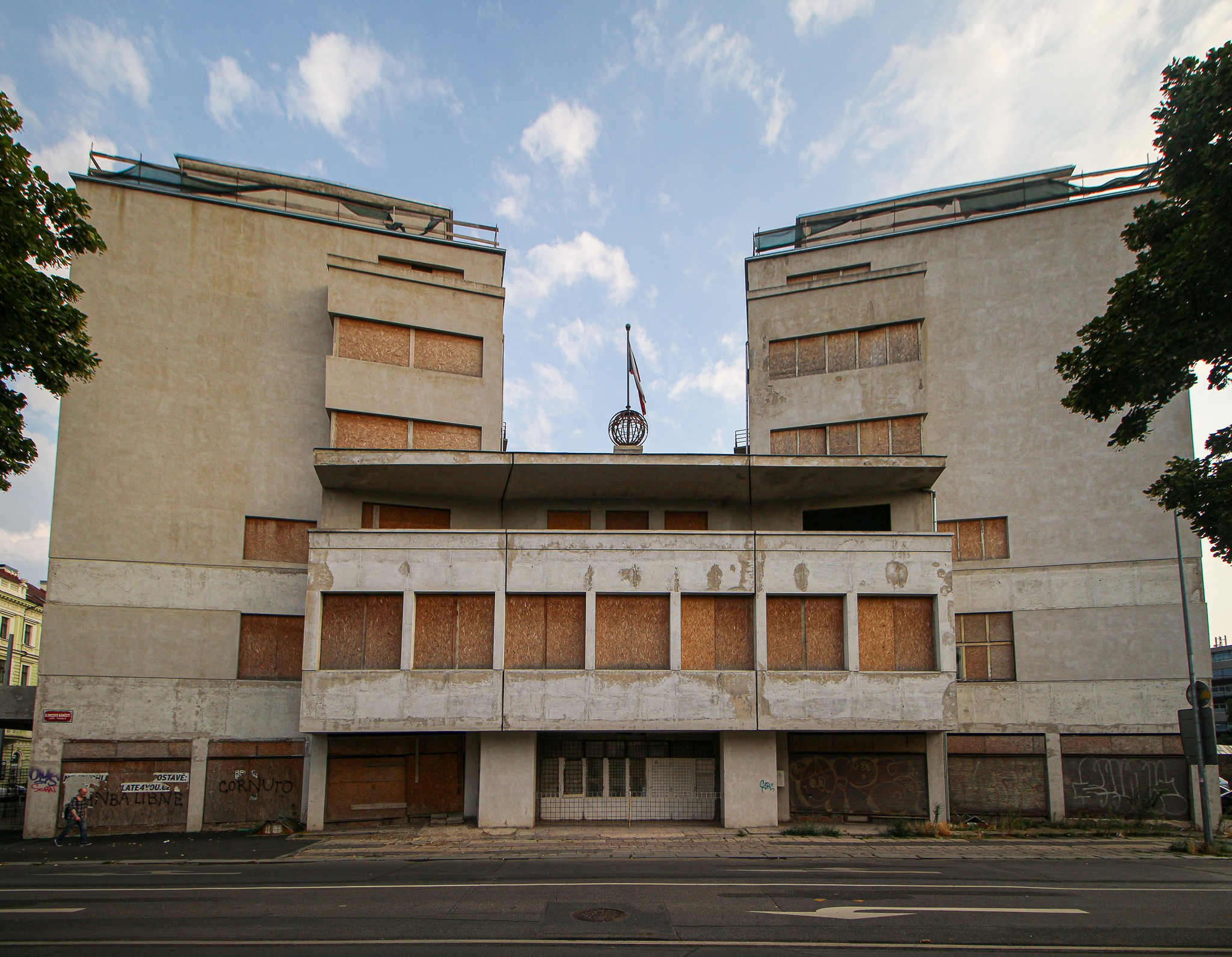
Palác Svět v roce 2020